# Фитрат, Абдурауф
Абдурауф Фитрат (узб. Abdurauf Fitrat; 1886, Бухара — 4 октября 1938, Ташкент) — узбекский советский историк, филолог, переводчик, писатель, драматург и поэт, один из основоположников современной узбекской литературы, один из известных представителей центральноазиатского джадидизма, первый узбек, получивший учёное звание профессор (1926).
Сторонник национально-просветительского движения джадидов. Образование получил в Турции. До революции принимал участие в движении за независимость от Российской империи, находился под наблюдением полиции.

## Биография
Абдурауф Абдурахман угли (оглы) Фитрат родился в 1886 году (по другим сведениям в 1885 году) в городе Бухаре, в Бухарском эмирате. Его отец, Абдурахим и мать Мустафо-биби (Бибиджон) были образованными людьми.
Сначала учился в мактабе — традиционной мусульманской школе, где учат не только религиозным, но и светским наукам, а затем в медресе Мири Араб в Бухаре. После окончания медресе, отправился в хадж. Путешествовал по Османской и Российской империям, а также по Индии.  После совершения паломничества, до 1903 года путешествовал, побывал в Аравии, Анатолии (современная Турция), Закавказье, Персии, Афганистане, Индии. После этого вернулся в Бухару, а в 1906 году уехал в путешествие по центральной части Российской империи, которое длилось до 1908 года. За время этого путешествия, Фитрат побывал в Казани, Нижнем Новгороде, Ярославле, Москве, Санкт-Петербурге. После возвращения из путешествия, в 1909 году он уехал в Османскую империю для учёбы в Стамбульском университете, учился и жил в Стамбуле до 1913 года. Во время учёбы в Стамбуле, он познакомится с младотурками и их идеологией, и вместе с другими бухарскими студентами университета, организует «Общество образования Бухары». Данная организация участвует в продвижении светского образования в Бухарском эмирате и других регионах Туркестана. Во время его пребывания в Стамбуле, он пишет стихи. В первый год своего пребывания в Турции, он публикует на таджикском языке сборник своих стихов «Мунозара» о новых (джадидских) и старых школах (её переводы на русский (1911) и узбекский (1913) языки были опубликованы в Ташкенте) и «Сайха», а в 1912 году роман «Сайёхи хинди» (также называется «Баёноти сайёхи хинди») также на таджикском языке. В 1920-е годы, эти три его произведения объявляются советской властью националистическими, пантюркистскими и исламистскими, но именно эти произведения становятся основной литературой туркестанского движения национального возрождения. Именно через эти публикации джадидисты привлекают молодёжь к своей идеологии.
После учёбы в Стамбуле, Фитрат возвращается на родину, и начинает работать преподавателем в школах Бухарского эмирата и распространяет идеи джадидизма, которые дают свои плоды и его сторонников становится больше. В 1913-14 году, вернувшись из Османской империи в Бухару, Фитрат возглавил левое, более прогрессивное, крыло джадидского движения. В 1915 году в Петрограде вышел его философский трактат «Рахбар-и-Наджот» («Путеводитель освобождения»). Также в 1915 году он становится главой левого крыла младобухарцев, и станет одним из главных идеологов и лидеров данного движения. После Февральской революции в 1917 году, в Бухарском эмирате ухудшается обстановка для него и его единомышленников, и он переезжает в Самарканд. В Самарканде до марта 1918 года работает редактором в газете «Хуррият» (узб. Hurriyat). В 1917 году Фитрат став главным редактором самаркандской газеты «Хуррият» приглашает сотрудничать в эту газету просветителя, муфтия Махмудходжу Бехбуди, оставившего значительный след в развитии литературы и просвещения в регионе. После этого уезжает в Ташкент, и в течение двух лет работает переводчиком в представительстве Эмирата Афганистан, одновременно в это время основывает литературно-образовательное общество «Чигатой гурунги» (узб. Chigʻatoy gurungi), начинает издавать журнал «Тонг» (узб. Tong, слоганом которого становится его любимая и известная фраза «Если в мозгу ничего не изменится, то не стоит ожидать других изменений!» (узб. Miya oʻzgarmaguncha boshqa oʻzgarishlar negiz tutmas!).
В годы революции и гражданской войны был активным участником младобухарской партии, дружил с Ф. Ходжаевым. В январе 1918 года составил программу младобухарской партии, названную «Проект реформы в Бухаре». В ней отстаивался принцип реорганизации государственного строя эмирата по «младотурецкому» образцу путём превращения абсолютной монархии в конституционную, она предусматривала также осуществление в Бухаре ряд мер в сфере правосудия.
В период эмиграции в Ташкенте Фитрат вступил в ряды Бухарской коммунистической партии и входил в состав ЦК БКП, избранного на 1 съезде в июне 1919 года. После победы Бухарской революции Фитрат занимал различные должности: заведовал вакуфным управлением, назира (министра) иностранных дел (1922), просвещения (1923) и заместителя председателя Совета Труда БНСР (1923).
В июне 1923 года, снят с поста председателя СТО БНСР, официальная формулировка гласила: «За злоупотребление властью и присвоение народного добра».
После снятия со всех постов Фитрат уезжает в Москву преподавать в Институте восточных языков, где он активно занимается литературной деятельностью. Через год в 1924 году Фитрат получает звание профессора. В этот период он много пишет и публикует. Его труды приобретают известность в Европе.
В дальнейшем неоднократно подвергался репрессиям как «пантюркист».

## Творчество
Перу Фитрата принадлежат драмы «Гробница Тимура», «Огузхан», научные произведения: «Тилимиз», «Узбек тили сарф китоби», «Узбек тили нахв китоби», «Шеър ва шоирлик», «Адабиёт коидалари», «Аруз хакида», научные трактаты посвящённые «Девону луготит турк», «Мукаддимат ул-адаб», «Кутадгу билиг», «Хибат ул-хакоик». Фитрат — автор статей о жизни и творчестве Ахмеда Яссави, Алишера Навои, Бабура, Мухаммеда Салиха, Машраба, Умар хана, Турды, Фирдоуси, Омара Хайяма, Бедила, книги об истории ислама «Мухтасар ислом тарихи», трудов по истории узбекской литературы. В его рассказах и стихах, таких как «Мунозара» (Спор), «Рахбари нажат» (Путеводитель спасения), «Ойла» (Семья), «Баёнати саёхи хинди» (Рассказы индийского путешественника) и др. уничтожающей критике подвергалось невежество мулл, с фанатизмом выступающих против новометодных школ. В них пропагандировалось преимущество европейской системы образования, светской культуры для прогресса страны.
Последние годы жизни Фитрат занимался научной деятельностью. Он обнаружил в библиотеке бухарского эмира четырёхъязычный арабско-персидско-тюркско-монгольский словарь Мукаддимат ал-Адаб, составленный в Центральной Азии, как определил Н. Н. Поппе, в XIV веке. Собрал ценнейшую коллекцию старинных восточных рукописей, которая в 1934 году поступила в Государственную публичную библиотеку в г. Ташкенте.
Творчество Фитрата изучал американский историк Эдвард Оллворс.

## Гибель
В 1937 году, в период сталинского террора, был арестован органами НКВД.
Включен в «Сталинские списки» от 28 марта 1938 года. Выездной сессией Военной коллеги Верховного суда СССР 5 октября 1938 года в Ташкенте приговорен к расстрелу, расстрелян в тот же день. По мнению Фиермана Абдурауф Фитрат был казнен с обвинением в национализме.
В 1962 году был посмертно реабилитирован.

## Память
- В 1996 году в Бухаре был открыт мемориальный музей Абдурауфа Фитрата.
- В 1996 году была выпущена почтовая марка Узбекистана, посвящённая Фитрату. Также был выпущен почтовый сувенирный комплект (открытка с конвертом) художника О. Арутюнова[4].